# Равиль-сюр-Санон
Рави́ль-сюр-Сано́н (фр. Raville-sur-Sânon) — коммуна во французском департаменте Мёрт и Мозель региона Лотарингия. Относится к кантону Люневиль-Нор.	

## География
Равиль-сюр-Санон расположен в 24 км к востоку от Нанси рядом с Энвиль-о-Жар. Соседние коммуны: Вале на севере, Бозмон на северо-востоке, Крьон и Сьонвиллер на юго-востоке, Бьянвиль-ла-Петит и Бонвиллер на юге, Мекс на западе, Энвиль-о-Жар на северо-западе.

## История
- На территории коммуны находятся следы галло-романского периода.

## Демография
Население коммуны на 2010 год составляло 103 человека.
| 1962 | 1968 | 1975 | 1982 | 1990 | 1999 | 2010 |
| ---- | ---- | ---- | ---- | ---- | ---- | ---- |
| 116  | 124  | 97   | 80   | 92   | 94   | 103  |

## Достопримечательности
- Исторические дома XV—XVIII веков, расположены вокруг церкви
- Церковь Равиль-сюр-Санон, неф и часовня XV века, башня в романском стиле XVIII веке.